# Gabriel Plautzius
Gabriel Plautzius, noto anche come: Plautius, Plautz, Blautz (sloveno: Gabriel Plavec; Carniola, seconda metà del XVI secolo – Magonza, 11 gennaio 1641), è stato un compositore sloveno attivo in Germania.
Poco si conosce sulla sua vita e attività musicale. La prima notizia che ci giunge sul suo conto risale al 10 aprile del 1612, quando fu nominato Kapellmeister (maestro di cappella) di corte del principe elettore Johann Schweikardt von Kronberg a Magonza. Contemporaneamente a questa carica talvolta ebbe occasione di scrivere musica, exquisita et rara musica, per le incoronazioni imperiali. Plautzius tenne la carica di Kapellmeister sino a non oltre il 1626, dato che in quell'anno fu sostituito da Daniel Bollius, e nel 1631 lo stesso gli venne affiancato come assistente all'attività di compositore di corte: tutto questo perché non riusciva assolvere pienamente ai propri doveri a causa di problemi di salute.
Plautz nel suo tempo fu considerevolmente stimato sia come maestro di cappella sia come compositore. Non fu certamente un compositore fecondo (così come si può evincere dalla registrazione della sua morte nella quale non venne menzionato come compositore): la maggior parte delle sue composizioni sono incluse nella raccolta Flosculus vernalis, la quale comprende 3 messe, 2 introiti, 3 Magnificat, 3 Salve Regina, 10 Sacrum convivium, 2 Ave Maria, 1 Ave maris stella e 12 mottetti mariani. Plautz nei suoi lavori impiegò le diverse tecniche compositive del suo tempo, come lo stile antico, tipico della scuola romana, e la tecnica dei cori spezzati, tipici dello stile policorale veneziano.